# Repak
Repak (lat. Alopecurus), biljni rod iz porodice trava. Pripada mu četrdesetak vrsta jednogodišnjih biljaka ili trajnica. Ime roda dolazi od grčkih riječi alopex (lisica) i oura (rep), i to zbog toga što njihovi metličasti klasovi nakon što uvenu postanu crveni poput lisičjeg repa.
Ovaj rod raširen je po Euroaziji, obje Amerike i sjevernoj Africi, dok su u Australiju i po nekim otocima neke vrste uvezene.
U Hrvatskoj rastu crvenožuti repak (Alopecurus aequalis), kritično ugroženi lukovičav repak (Alopecurus bulbosus),  koljenčasti repak (Alopecurus geniculatus), poljski repak (Alopecurus myosuroides), livadni repak (Alopecurus pratensis), mješinasti repak (Alopecurus rendlei).

## Vrste
1. Alopecurus aequalis Sobol.
2. Alopecurus albovii Tzvelev
3. Alopecurus anatolicus Dogan
4. Alopecurus apiatus Ovcz.
5. Alopecurus arundinaceus Poir.
6. Alopecurus aucheri Boiss.
7. Alopecurus baptarrhenius S.M.Phillips
8. Alopecurus bonariensis Parodi & Thell.
9. Alopecurus borii Tzvelev
10. Alopecurus bornmuelleri Domin
11. Alopecurus brachystachyus M.Bieb.
12. Alopecurus × brachystylus Peterm.
13. Alopecurus bulbosus Gouan
14. Alopecurus carolinianus Walter
15. Alopecurus creticus Trin.
16. Alopecurus dasyanthus Trautv.
17. Alopecurus davisii Bor
18. Alopecurus geniculatus L.
19. Alopecurus gerardii (All.) Vill.
20. Alopecurus glacialis K.Koch
21. Alopecurus goekyigitianus Cabi & Soreng
22. Alopecurus × haussknechtianus Asch. & Graebn.
23. Alopecurus heleochloides Hack.
24. Alopecurus himalaicus Hook.f.
25. Alopecurus hitchcockii Parodi
26. Alopecurus japonicus Steud.
27. Alopecurus laguroides Balansa
28. Alopecurus lanatus Sm.
29. Alopecurus longiaristatus Maxim.
30. Alopecurus magellanicus Lam.
31. Alopecurus × marssonii Hausskn.
32. Alopecurus mucronatus Hack.
33. Alopecurus myosuroides Huds.
34. Alopecurus nepalensis Trin. ex Steud.
35. Alopecurus × plettkei Mattf.
36. Alopecurus ponticus K.Koch
37. Alopecurus pratensis L.
38. Alopecurus rendlei Eig
39. Alopecurus saccatus Vasey
40. Alopecurus setarioides Gren.
41. Alopecurus textilis Boiss.
42. Alopecurus turczaninovii O.D.Nikif.
43. Alopecurus × turicensis Brügger
44. Alopecurus utriculatus Sol.
45. Alopecurus vaginatus (Willd.) Pall. ex Kunth
46. Alopecurus × winklerianus Asch. & Graebn.